# Conservatoire de Brno
Le Conservatoire de Brno (en tchèque : Konzervatoř Brno), est un conservatoire de musique créé à Brno le 25 septembre 1919 par le compositeur morave Leoš Janáček.

## Histoire
Leoš Janáček a tenté d'établir et d'améliorer l'enseignement musical de haut niveau à Brno dès son plus jeune âge. En 1881, il fonde l'école d'orgue, mais ce n'est que le début de ses efforts dans ce domaine. Le conservatoire est né de la fusion de l'école d'orgue, de l'école de musique de Beseda brněnská et de l'école de musique de Vesna (association éducative féminine basée à Brno). Au départ, il était situé dans une « villa grecque », à l'angle des rues Smetanova et Kounicova, ancien siège de l'école d'orgue (à partir de 1907). Leoš Janáček a été le premier directeur du conservatoire, mais l'école n'a obtenu son siège actuel que sous la direction de son successeur, Jan Kunc. Le bâtiment du conservatoire a été conçu en 1899 dans le style néo-renaissance par German Wanderley. Il était le siège de l'Institut des professeurs d'allemand, fondé par l'empereur François-Joseph Ier. La plaque commémorative du bâtiment se lit comme suit : « Kaiser Franz Josef I. widmete dieses Haus der Bildung von Volksschullehrern 1872 » (« L'empereur François-Joseph Ier a dédié cette maison à la construction de l'enseignement public en 1872 »).
Pendant la période d'occupation allemande de la Tchécoslovaquie, l'école est devenue un centre important de la tradition culturelle tchèque et morave.
Jan Kunc en est resté le directeur jusqu'en 1945. Parmi les autres directeurs importants, citons le pianiste et musicologue Ludvík Kundera et le théoricien de la musique et compositeur Zdeněk Blažek.
De 1919 à 1928, le Conservatoire de Brno a organisé deux master class à l'intention des compositeurs et des pianistes. Le statut officiel de l'école était inférieur à celui d'une université, mais la qualité des cours était relativement bonne.
Le département de danse fait partie du conservatoire depuis 1946. Le département a été séparé et est devenu indépendant en 1986.
Depuis 2011, le Conservatoire de Brno propose des cours pour tous les instruments de l'orchestre symphonique standard. En outre, l'école propose des cours de guitare, d'accordéon, de cymbalum, de flûte à bec, de composition, de direction d'orchestre et de chant.
Le Conservatoire de Brno organise régulièrement des concerts et des représentations théâtrales et collabore avec l'Orchestre philharmonique de Brno. 